# Robert E. Brown
Pour les articles homonymes, voir Robert Brown et Brown.
 (décembre 2017).
Si vous disposez d'ouvrages ou d'articles de référence ou si vous connaissez des sites web de qualité traitant du thème abordé ici, merci de compléter l'article en donnant les références utiles à sa vérifiabilité et en les liant à la section « Notes et références ».
Robert E. Brown est un gestionnaire québécois. Il est le président et chef de la direction de CAE Inc.

## Biographie
Il détient un baccalauréat ès sciences du Collège militaire royal de Kingston ainsi que des études supérieures de l'Université Harvard. 
Après une brève carrière militaire, il se joint à la fonction publique canadienne où il travaillera jusqu'en 1971. En 1987 il se joint à Bombardier à titre de vice-président, Développement corporatif. 
De 1999 à décembre 2002, il occupa les fonctions de Président et chef de la direction de Bombardier Inc.
Il s'est joint au conseil d'administration d'Air Canada en mars 2003 et en assuma la présidence de mai 2003 jusqu'en septembre 2004. 

## Distinctions
- 2007 -  Officier de l'Ordre national du Québec[1]
- 2008 -  Membre de l'Ordre du Canada[2]

Il s'est vu décerner des doctorats honorifiques de différentes universités dont l'Université de Montréal, l'Université Concordia à Montréal, l'Université d'Ottawa, l'Université Ryerson ainsi que l'Université Royal Roads de Colombie-Britannique.